# سابانجی هولدینگ

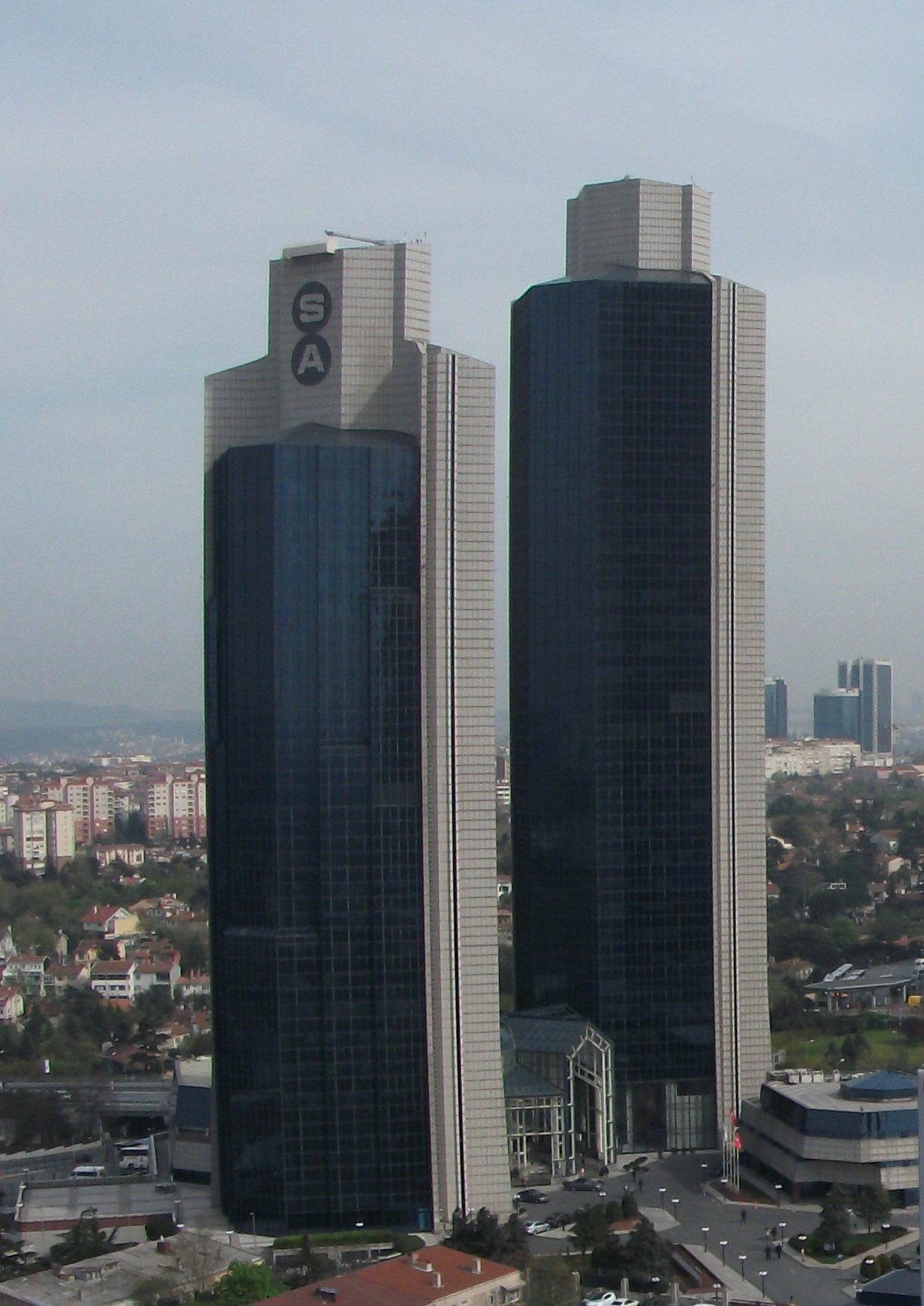
ساختمان مرکزی سابانجی هولدینگ در شهر استانبول

سابانجی هولدینگ (به انگلیسی: Sabancı Holding) شرکت خوشه‌ای ترکیه‌ای است، که در زمینه تولید سیمان، تجارت انرژی، خرده‌فروشی، ارائه خدمات مالی و بیمه فعالیت می‌کند.
شرکت سابانجی هولدینگ در سال ۱۹۶۷ توسط حاجی عمر سابانجی تأسیس شد و در حال حاضر دارای بیش از ۷۰ شرکت تابعه می‌باشد، که اکثر آنها از طریق مشارکت با شرکت‌های سیتی‌گروپ، آویوا، بریجستون، ورباند، بکائرت، هایدلبرگ‌سمنت، کارفور، هیلتون ورلدواید، میتسوبیشی موتورز، اینترنشنال پیپر و فیلیپ موریس تشکیل شده‌اند.
دفتر مرکزی این شرکت در شهر استانبول، ترکیه قرار دارد و بخشی از سهام آن در بازار بورس استانبول معامله می‌شود. خانواده سابانجی سهام‌دار اصلی این شرکت می‌باشد.